# Elzunia
Elzunia (лат.) — род бабочек из семейства нимфалид (Nymphalidae) и подсемейства данаид (Danainae). Виды этого рода распространены в Колумбии, Эквадоре и Перу.

## Виды и подвиды
- Elzunia humboldt (Latreille, 1809) — Эквадор, Колумбия и Перу
  - E. h. albomaculata (Haensch, 1903) — Эквадор
  - E. h. atahualpa Fox, 1956 — Перу
  - E. h. bonplandii (Guérin-Ménéville, 1844) — Колумбия
  - E. h. cassandrina (Srnka, 1884) — Эквадор
  - E. h. humboldt — Колумбия
  - E. h. joiceyi (Kaye, 1918) — Колумбия
  - E. h. judsoni Fox, 1956 — Перу
  - E. h. regalis (Stichel, 1903) — Колумбия
  - E. h. ssp. Lamas, — Колумбия
  - E. h. ssp. Willmott, — Эквадор
- Elzunia pavonii (Butler, 1873) — Эквадор